# Coleman Livingston Blease
Coleman Livingston Blease, född 8 oktober 1868 i Newberry, South Carolina, död 19 januari 1942 i Columbia, South Carolina, var en amerikansk politiker (demokrat). Han var guvernör i South Carolina 1911-1915 och ledamot av USA:s senat 1925-1931. Han var känd för sin populistiska stil, rasism och utnyttjandet av religiösa fördomar i politiken. Han förespråkade lynchningar. Hans kampanjslogan var "Do what you want, say what you please...the man for the job is Coley Blease!"

## Tidig karriär
Blease uteslöts ur University of South Carolina på grund av fusk. Han avlade 1889 juristexamen vid Georgetown University. Han var till en början en anhängare av rasistpolitikern Benjamin Tillman som spelade en central roll bakom introducerandet av Jim Crow-lagar i South Carolina. Medan Tillman åtnjöt sitt starkaste stöd bland välbärgade väljare, förde Blease i sin politiska frammarsch sitt rasistiska budskap till de mindre bemedlade vita väljarna. Bleases populistiska framtoning av klassfrågan ledde till att demokraterna i South Carolina blev splittrade mellan Tillmans och Bleases anhängare.

## Guvernör Blease
Blease vann guvernörsvalet i South Carolina 1910. Valdeltagandet var 64% bland de röstberättigade. Två år senare omvaldes han och valdeltagandet hade stigit till 80%. De svarta var inte röstberättigade på grund av Jim Crow-lagstiftningen och kvinnor fick rösträtt först några år senare. En viktig faktor bakom Bleases popularitet var att han tyckte att delstaten hade inget att skaffa om man ville synda. Han ville inte ingripa i prostitution, hasardspel och alkoholkonsumtion. Senator Tillman krävde utan framgång att Blease ställs inför rätta och avskedas. Tillman kallade det som Blease hade åstadkommit som guvernör "blind-tiger record, his race-track gambling record, his whore-house record." Populisten Blease avskydde de progressiva demokraterna och avgick därför några dagar i förtid så att han inte behövde träffa den tillträdande guvernören Richard Irvine Manning III.

## Senaten
Blease besegrade James F. Byrnes i demokraternas primärval inför senatsvalet 1924. Han utnyttjade fördomar mot katolicismen i sin kampanj mot Byrnes. Motståndaren Byrnes hade visserligen konverterat från katolicismen till anglikanismen men det spreds ett rykte om att han praktiserade den katolska religionen i smyg. Blease efterträdde 1925 Nathaniel B. Dial som senator för South Carolina. Han utmanades sedan av Byrnes i primärvalet 1930. Den gången vann Byrnes som sedan valdes till senator och efterträdde Blease i mars 1931.